# Stensundet
Stensundet är ett naturreservat i Östersunds kommun i Jämtlands län.
Området är naturskyddat sedan 2013 och är 400 hektar stort. Reservatet består av kalkrik våtmark med myrar, småtjärnar, rikkärr och sumpskog varandra. I skogen omkring växer tall och gran.